# La leyenda del Chupacabras
La leyenda del Chupacabras és una pel·lícula d'animació mexicana que es va estrenar el 21 d'octubre de 2016 en sales de cinema mexicanes.
La pel·lícula va ser estrenada als cinemes dels Estats Units el 14 d'octubre de 2016 en versió limitada, distribuït per Pantelion Films i Lionsgate, i a Mèxic el 21 d'octubre de 2016.
Es pot veure per la plataforma Blim TV, Netflix, Prime Video i Disney+.

## Sinopsi
Leo San Juan va ser tancat a la presó després que l'exèrcit reial el prengués per un insurgent rebel mentre anava de retorn a Puebla. Però quan un misteriós monstre volador conegut com el Chupacabras ataca als presos i als guàrdies, Leo comprèn que ha de defensar el seu destí i lluitar contra ell.
A manera de cliffhanger l'inici de la pel·lícula comença amb l'escena post crèdits del lliurament anterior on Leo es desperta a bord d'una carreta enmig del no-res, de sobte un corb apareix posant-se en un arbre pròxim i darrere del jove apareix la figura del Charro Negro qui s'espanta, però est li diu que només és un somni així és quan es desperta i es troba amb un senyor anomenat Mandujano, però no aquesta només, ja que altres homes a bord de la carreta li pregunten que on va i si ve només, després li comenten que es troben en durant una guerra; al principi dubten de Leo perquè pensen que és un espia però a manera de broma.
D'un moment a un altre en una part del camí són detinguts per Reialistes que estan darrere de grups rebels i detenen a tots incloent a Leo, en un campament també detenen a una espècie de gitano ancià de nom Merolick; tots ells són enviats a un monestir en ruïnes situat a l'Estat de Querétaro.

## Repartiment
- Benny Emmanuel com Leo San Juan.
- Herman López com Alebrije.
- Mayte Cordeiro com Teodora Villavicencio.
- Eduardo España com Evaristo Hortencio / Doctor Merolick.
- Laura G com Juanita.
- Emilio Treviño com Nando San Juan.
- Óscar Flores com el capità Mandujano / General Torreblanca.
- Andrés Couturier com Zubieta.
- Mario Arvizu com el general Galeana.
- Daniel del Roble com Finado.
- Gaby Guzmán com Moribunda.
- Carlo Vázquez com Cacomixtle.
- Moisés Iván Mora com Torres
- Pedro D'Aguillón Jr com José
- César Garduza com Puma

## Anunciat
El 14 de març de 2016, Ánima Estudios va revelar que la seva pel·lícula següen seria La leyenda del Chupacabras, seqüela de La leyenda de la nahuala, La leyenda de la Llorona i La leyenda de las momias de Guanajuato.

## Estrena
El 14 d'octubre de 2016 es va estrenar als cinemes dels Estats Units La Leyenda del Chupacabras i el 21 d'octubre es va estrenar a Mèxic, convertint-se en una de les 20 pel·lícules mexicanes més taquilleres en la història del cinema comercial mexicà.
Va obtenir la nominació en la categoria Millor Pel·lícula d'Animació en la IV edició dels Premis Platino 2017.

## Seqüela
La companyia va publicar en les seves xarxes socials un pòster teaser de La leyenda del Charro Negro, la cinquena pel·lícula de la saga de llegendes.